# Blachia cotoneaster
Blachia cotoneaster là một loài thực vật có hoa trong họ Đại kích. Loài này được Gagnep. mô tả khoa học đầu tiên năm 1924.